# Mecometopus giesberti
Mecometopus giesberti là một loài bọ cánh cứng trong họ Cerambycidae.